# 적색 정사각형 성운
적색 정사각형 성운(영어: Red Square Nebula)은 궁수자리에 위치한 행성상 성운으로 다른 말로 MWC 922라 부른다. 이 성운은 마치 성운 형태가 정사각형의 형태와 같고 적색을 띠기 때문에 적색 정사각형 성운이라고 이름을 붙였다. 2007년 4월 오스트레일리아의 시드니 대학교와 미국 캘리포니아주의 팔로마 천문대에서 관측하였다.